# Предраг Шарић
Предраг Шарић (рођен 20. новембра 1959. у Шибенику) јесте бивши југословенски кошаркаш.

## Биографија
Шарић је највећи део каријере провео у екипи Шибенке где је постао најбољи стрелац у историји клуба. Касније је играо и за Задар и Триглав Осигурање.
Након кошаркашке каријере, са братом Дарком, почео се бавити ауто-превозничким послом. Оженио је Веселинку Црвак, бившу кошаркашицу Елемеса из Шибеника, и са њом добио сина Дарија и ћерку Дану, која је такође кошаркашица. Предраг и његова супруга Веселинка су Срби, родом из Ђеврсака код Книна.
Отац је хрватског кошаркаша Дарија Шарића